# Trecastagni

Ubicació de Trecastagni dins de la província

Trecastagni (sicilià Triccastagni) és un municipi italià, dins de la ciutat metropolitana de Catània. L'any 2007 tenia 9.769 habitants. Limita amb els municipis de Pedara, San Giovanni la Punta, Viagrande i Zafferana Etnea.

## Administració
| Període | Identitat        | Partit        |
| ------- | ---------------- | ------------- |
| 2008-   | Giuseppe Messina | Llista cívica |